# Martel (Ohio)
|  | Dieser Artikel wurde aufgrund von inhaltlichen Mängeln auf der Qualitätssicherungsseite des Projektes USA eingetragen. Hilf mit, die Qualität dieses Artikels auf ein akzeptables Niveau zu bringen, und beteilige dich an der Diskussion! Eine nähere Beschreibung der zu behebenden Mängel fehlt. |

Martel ist ein gemeindefreies Gebiet in der Tully Township, Marion County, Ohio, Vereinigte Staaten. Obgleich es gemeindefrei ist, hatte es ein Postamt mit der Postleitzahl 43335. Nach der Schließung der Post wurde Martel dem  Postleitzahlbereich von Caledonia, Ohio zugeschlagen. Der Ort liegt etwa fünf Kilometer westlich von Iberia an der Bahnstrecke von Galion nach Marion und am Endpunkt der Bahnstrecke von Bucyrus nach Martel.
Koordinaten: 40° 40′ N, 82° 55′ W